# Cellarengo
Cellarengo, (Slarengh  en piemontès) és un municipi situat al territori de la província d'Asti, a la regió del Piemont (Itàlia).
Limita amb els municipis d'Isolabella, Montà, Poirino, Pralormo i Valfenera.
Pertanyen al municipi les frazioni de Menabò, Castellino i Cielo.